# Aphthona albertinae
Aphthona albertinae es una especie de coleóptero de la familia Chrysomelidae. Fue descrita científicamente por primera vez en 1866 por Allard.